# Роллінсвілл (Колорадо)
Роллінсвілл (англ. Rollinsville) — переписна місцевість (CDP) в США, в окрузі Гілпін штату Колорадо. Населення — 194 особи (2020).

## Географія
Роллінсвілл розташований за координатами 39°55′23″ пн. ш. 105°30′49″ зх. д. / 39.92306° пн. ш. 105.51361° зх. д. (39.923187, -105.513550).  За даними Бюро перепису населення США в 2010 році переписна місцевість мала площу 3,66 км², уся площа — суходіл.

## Демографія
Згідно з переписом 2010 року, у переписній місцевості мешкала 181 особа в 92 домогосподарствах у складі 50 родин. Густота населення становила 49 осіб/км².  Було 117 помешкань (32/км²).
Расовий склад населення:
| - 95,0 % — білих - 1,1 % — азіатів - 0,6 % — корінних американців |

До двох чи більше рас належало 2,8 %. Частка іспаномовних становила 2,2 % від усіх жителів.
За віковим діапазоном населення розподілялося таким чином: 18,8 % — особи молодші 18 років, 76,2 % — особи у віці 18—64 років, 5,0 % — особи у віці 65 років та старші. Медіана віку мешканця становила 40,9 року. На 100 осіб жіночої статі у переписній місцевості припадало 115,5 чоловіків;  на 100 жінок у віці від 18 років та старших — 119,4 чоловіків також старших 18 років.
Цивільне працевлаштоване населення становило 15 осіб. Основні галузі зайнятості: освіта, охорона здоров'я та соціальна допомога — 100,0 %.